# Największe porty lotnicze świata pod względem liczby pasażerów

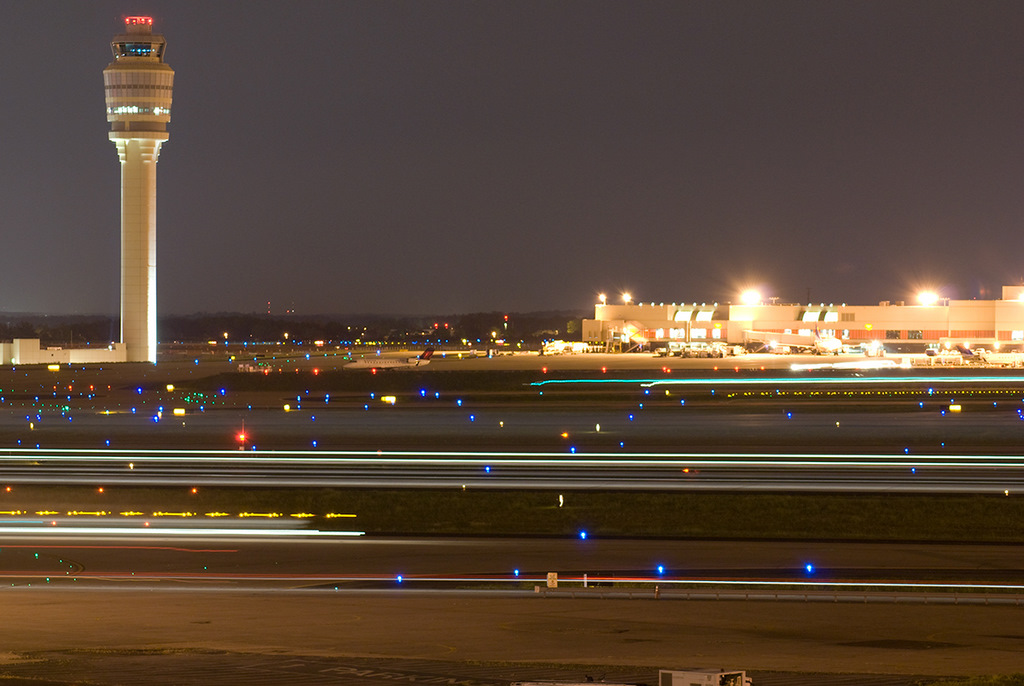
Port lotniczy w Atlancie nocą

Największe porty lotnicze pod względem liczby pasażerów liczone są na podstawie całkowitej liczby pasażerów, w skład której wchodzą:
- pasażerowie odlatujący z lotniska
- pasażerowie przylatujący na lotnisko
- pasażerowie, dla których dane lotnisko stanowi przystanek na trasie – po zatrzymaniu kontynuują podróż lotem o tym samym numerze; w statystykach liczeni są tylko raz[a].

Dane pochodzą z Międzynarodowej Rady Portów Lotniczych (Airports Council International).

## Największe porty lotnicze
- Port lotniczy w Atlancie jest największym portem lotniczym nieprzerwanie od 2000 roku: 103 902 922 pasażerów w 2017 roku[2].

- Największym lotniskiem pod względem ruchu międzynarodowego od 2014 roku[3] jest Port Lotniczy Dubaj (87 722 023 pasażerów w 2017 roku)[b].

- Uwzględniając wszystkie porty lotnicze obsługujące dany obszar metropolitalny, Londyn – obsługiwany przez 6 portów lotniczych – dysponuje największym systemem lotniczym na świecie: 134 997 486 pasażerów w 2012 roku.

## Rok 2017
- Zestawienie zawiera dane wstępne.

- Ogółem, porty lotnicze uwzględnione w zestawieniu obsłużyły 1 469 970 005 pasażerów.

| Pozycja | Nazwa                                                     | Obsługiwane miasto/miasta            | Kod (IATA/ICAO) | Całkowita liczba pasażerów | Zmiana w rankingu | Zmiana procentowa |
| ------- | --------------------------------------------------------- | ------------------------------------ | --------------- | -------------------------- | ----------------- | ----------------- |
| 1.      | Międzynarodowy Port Lotniczy Atlanta – Hartsfield–Jackson | Atlanta, Stany Zjednoczone           | ATL/KATL        | 103 902 922                |                   | 0,3%              |
| 2.      | Międzynarodowy Stołeczny Port Lotniczy Pekin              | Pekin, Chiny                         | PEK/ZBAA        | 95 786 442                 |                   | 1,5%              |
| 3.      | Międzynarodowy Port Lotniczy Dubaj                        | Dubaj, Zjednoczone Emiraty Arabskie  | DXB/OMDB        | 88 242 099                 |                   | 5,5%              |
| 4.      | Port Lotniczy Haneda                                      | Tokio, Japonia                       | HND/RJTT        | 85 408 975                 | 1                 | 6,5%              |
| 5.      | Międzynarodowy Port Lotniczy Los Angeles                  | Los Angeles, Stany Zjednoczone       | LAX/KLAX        | 84 557 968                 | 1                 | 4,5%              |
| 6.      | Międzynarodowy Port Lotniczy Chicago-O’Hare               | Chicago, Stany Zjednoczone           | ORD/KORD        | 79 828 183                 |                   | 2,4%              |
| 7.      | Port lotniczy Londyn-Heathrow                             | Londyn, Wielka Brytania              | LHR/EGLL        | 78 014 598                 |                   | 3,0%              |
| 8.      | Międzynarodowy Port Lotniczy Hongkong                     | Hongkong, Chiny                      | HKG/VHHH        | 72 663 955                 |                   | 3,4%              |
| 9.      | Międzynarodowy Port Lotniczy Szanghaj-Pudong              | Szanghaj, Chiny                      | PVG/ZSPD        | 70 001 237                 |                   | 6,1%              |
| 10.     | Port Lotniczy im. Charles’a de Gaulle’a                   | Paryż, Francja                       | CDG/LFPG        | 69 471 442                 |                   | 5,4%              |
| 11.     | Port Lotniczy Amsterdam-Schiphol                          | Amsterdam, Holandia                  | AMS/EHAM        | 68 515 425                 | 1                 | 7,7%              |
| 12.     | Międzynarodowy Port Lotniczy Dallas-Fort Worth            | Dallas/Fort Worth, Stany Zjednoczone | DFW/KDFW        | 67 092 194                 | 1                 | 2,3%              |
| 13.     | Międzynarodowy Port Lotniczy Guangzhou Baiyun             | Guangzhou, Chiny                     | CAN/ZGGG        | 65 887 473                 | 2                 | 10,3%             |
| 14.     | Port Lotniczy Frankfurt                                   | Frankfurt, Niemcy                    | FRA/EDDF        | 64 500 386                 | 1                 | 6,1%              |
| 15.     | Port Lotniczy Stambuł-Atatürk                             | Stambuł, Turcja                      | IST/LTBA        | 63 872 283                 | 1                 | 6,0%              |
| 16.     | Międzynarodowy Port Lotniczy Indira Gandhi                | Nowe Delhi, Indie                    | DEL/VIDP        | 63 451 503                 | 6                 | 14,1%             |
| 17.     | Międzynarodowy Port Lotniczy Soekarno–Hatta               | Dżakarta, Indonezja                  | CGK/WIII        | 63 015 620                 | 2                 | 8,3%              |
| 18.     | Port Lotniczy Singapur-Changi                             | Singapur                             | SIN/WSSS        | 62 220 000                 | 1                 | 6,0%              |
| 19.     | Międzynarodowy Port Lotniczy Seul-Incheon                 | Seul, Korea Południowa               | ICN/RKSI        | 62 157 834                 | 1                 | 7,5%              |
| 20.     | Międzynarodowy Port Lotniczy Denver                       | Denver, Stany Zjednoczone            | DEN/KDEN        | 61 379 396                 | 2                 | 5,3%              |